# 二叭子植物園
24°56′19″N 121°30′02″E / 24.93853°N 121.50042°E
二叭子植物園位於台灣新北市新店區安坑地區的塗潭山側，佔地約一百三十公頃，區內擁有天然林帶及次生林帶間雜共存的林相。
植物園本身除沿路指標及部份植物介紹外，無特別的建築物，整個園區處於半自然的狀態。

## 附近概況
附近有玫瑰中國城、台北小城、達觀鎮等知名的大型社區。
- 交通：
 安坑輕軌雙城站
台北客運安坑1線二叭子植物園 - 台北小城

## 外部連結
- 天然芬多勝地-二叭子植物園 （页面存档备份，存于）